# Alegeri legislative în Spania, 1979
Alegerile generale legislative din Spania din 1979 au avut loc la 1 martie.
Adolfo Suarez cu grupul sau UCD au reusit o ampla majoritate cu o diferență de 47 de locuri fata de cea de-a 2-a forta politica, PSOE a lui Felipe Gonzalez.
PSOE câștigă in 1977 provinciile Madrid, Murcia, Tarragona si Gerona;
UCD castiga Lerida, dar pierde Madrid, Murcia si Tarragona si CIU pierde Gerona si Lerida.
Rezultatele au fost practic la fel ca la alegerile anterioare, cu 2 ani inainte. Toate partidele naționale au urcat, mai putin Alianta Populara, care s-a prezentat ca o Coalitie Democratica.
Extrema dreapta castiga pentru prima si ultima oara un deputat in Congresul Deputatilor, in persoana lui Blas Piñar.